# Moraña
Moraña là một đô thị trong tỉnh Pontevedra, Galicia, Tây Ban Nha.